# European Executive Express
European Executive Express var ett svenskt flygbolag som grundades 1997. Huvudkontoret låg i Västerås men flygnavet var Stockholm-Arlanda.
Efter akut ekonomisk kris inställdes flygningarna den 9 september 2005. Bolaget försattes i konkurs den 20 december samma år efter en tids försök till rekonstruktion.
Flottan bestod av:
- BAe Jetstream 31
- BAe Jetstream 32EP